# Centriol
Centriol je celična struktura, ki je le v živalski celici in celici nekaterih nižjih rastlin. Zgrajen je iz mikrotubulov in tvori nitke delitvenega vretena (so iz mikrotubulov in ujamejo kromatido oziroma kromosom ter ga povlečejo k sebi, pomembno pri delitvi celic). Dva centriola gradita centrosom, ki se nahaja v bližini celičnega jedra in služi kot glavni organizacijski center mikrotubulov.